# 실비아 카트라이트
실비아 카트라이트(영어: Silvia Rose Cartwright, 1943년 11월 7일 ~)는 뉴질랜드의 총독이다.2001년부터 2006년까지 뉴질랜드의 총독직에 있었다.